# Harzofen (Landstuhl)
Harzofen ist ein Stadtteil der Kleinstadt Landstuhl im Landkreis Kaiserslautern in Rheinland-Pfalz.

## Lage
Der Stadtteil grenzt an die Westpfälzische Moorniederung.

## Verkehr
Harzofen ist an den städtischen Busverkehr angebunden, es verkehrt halbstündlich bis stündlich der Sickingen-Bus, sowie die Buslinie 160 (Kaiserslautern-Ramstein) des Verkehrsverbund Rhein-Neckar (VRN).